# Porslinsblomma
Porslinsblomma (Hoya carnosa) är en art i familjen oleanderväxter som naturligt växer vild i Indien till Kina, Japan, Vietnam och Malaysia. Den härstammar från Australien och odlas som krukväxt i Sverige. 
Porslinsblomma är en epifytisk klättrande buske med typiska blomställningar som bärs på kala skaft, vilka växer ut i bladvecken. De klättrande rankorna kan bli 6 till 8 meter långa, blekt gröna, släta. Bladskaften 1–1,5 cm, bladskivan är brett ägg-hjärtlika till elliptiska 3,5–13 × 3–5 cm, basen är rundad till grunt hjärtlik, spetsen rundad eller kort uddspetsig, fyra otydliga sidonerver. Blomställningar med ca 30 blommor, ludna. Kronan är vanligen vit eller blekt rosa, 1,5–2 cm i diameter. Bikronan är röd. Blommorna är mycket rika på nektar.

## Varieteter
Två varieteter kan urskiljas:
- var. carnosa - har djupt gröna blad utan strimmor och fläckar. Fruktämnena är kala.
- var. gushanica - bladen är tätt fläckiga på ovansidan. Fruktämnen är ludna.

Den föredrar skuggiga lägen.

## Sorter
Porslinsblomman odlas i många olika sorter.
- 'Argentea Picta'
- 'Compacta'
- 'Compacta Regalis'
- 'Exotica'
- 'Krinkle 8'
- 'Krinkle 8 Variegata'
- 'Mauna Loa'
- 'Rubra'
- 'Tricolor'
- 'Variegata'

## Synonymer och auktorer
var. carnosa
- Asclepias carnosa L.f.
- Hoya motoskei Teijsm. & Binn.
- Marsdenia tinctoria R. Br.
- Pergularia tinctoria (R. Br.) Spreng.
- Schollia carnosa (L. f.) Schrank ex Steud.
- Schollia chinensis (Lour.) J. Jacq.
- Stapelia chinensis Lour.

var. gushanica W. Xu